# Liste der Auslandsvertretungen Äquatorialguineas

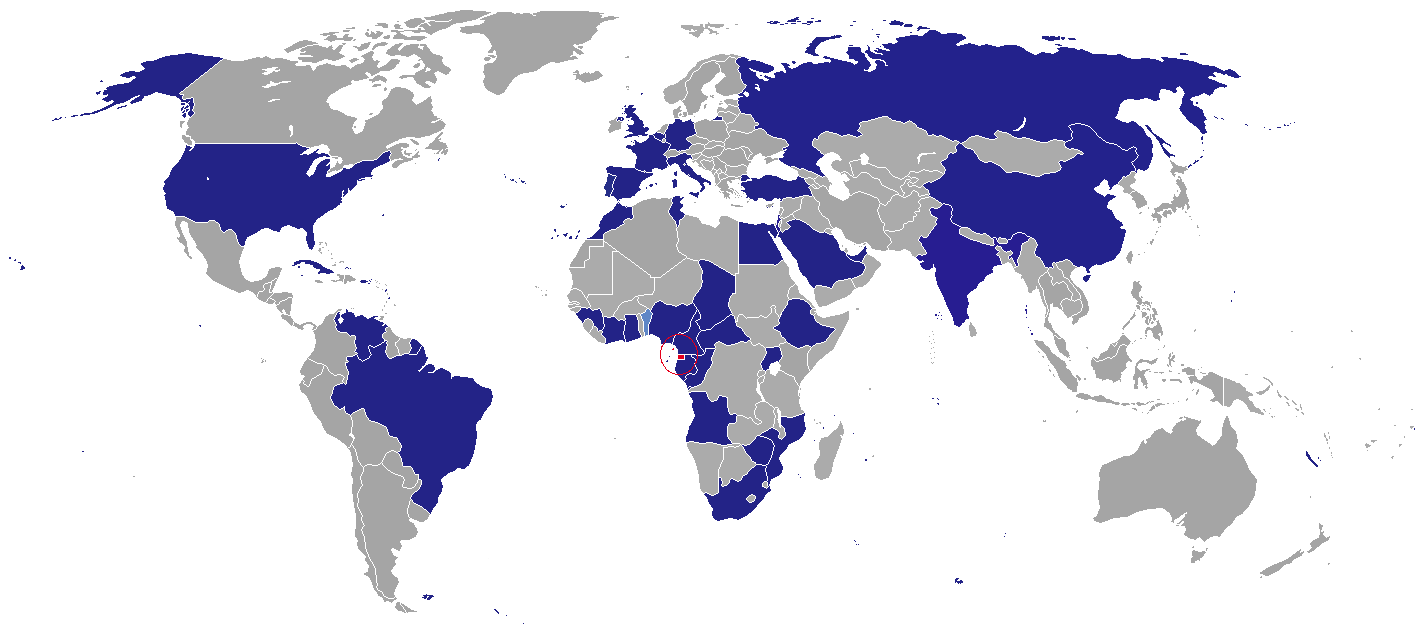
Standorte der diplomatischen Vertretungen Äquatorialguineas

Dies ist eine Liste der diplomatischen und konsularischen Vertretungen Äquatorialguineas.

## Diplomatische und konsularische Vertretungen

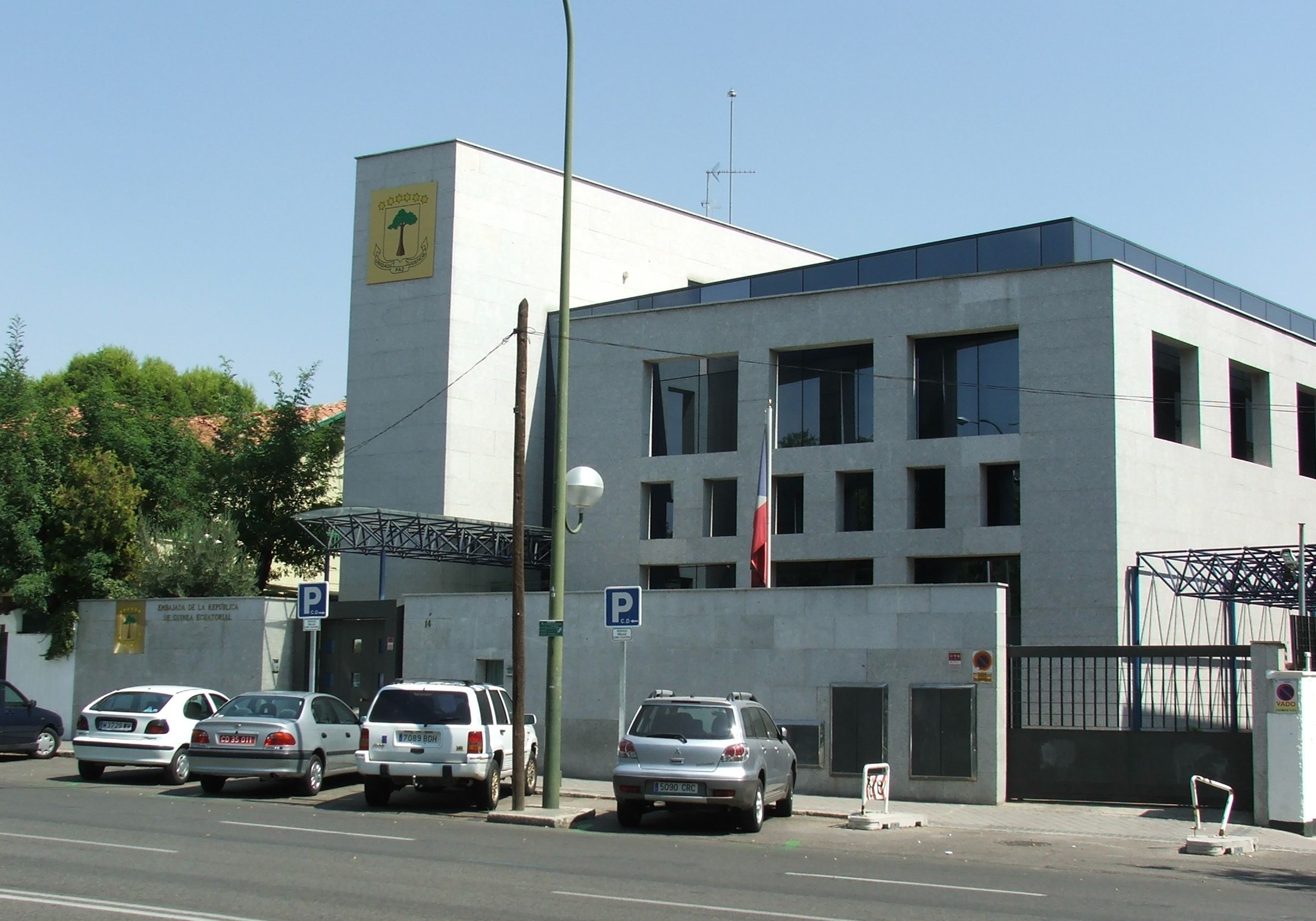
Botschaft Äquatorialguineas in Madrid

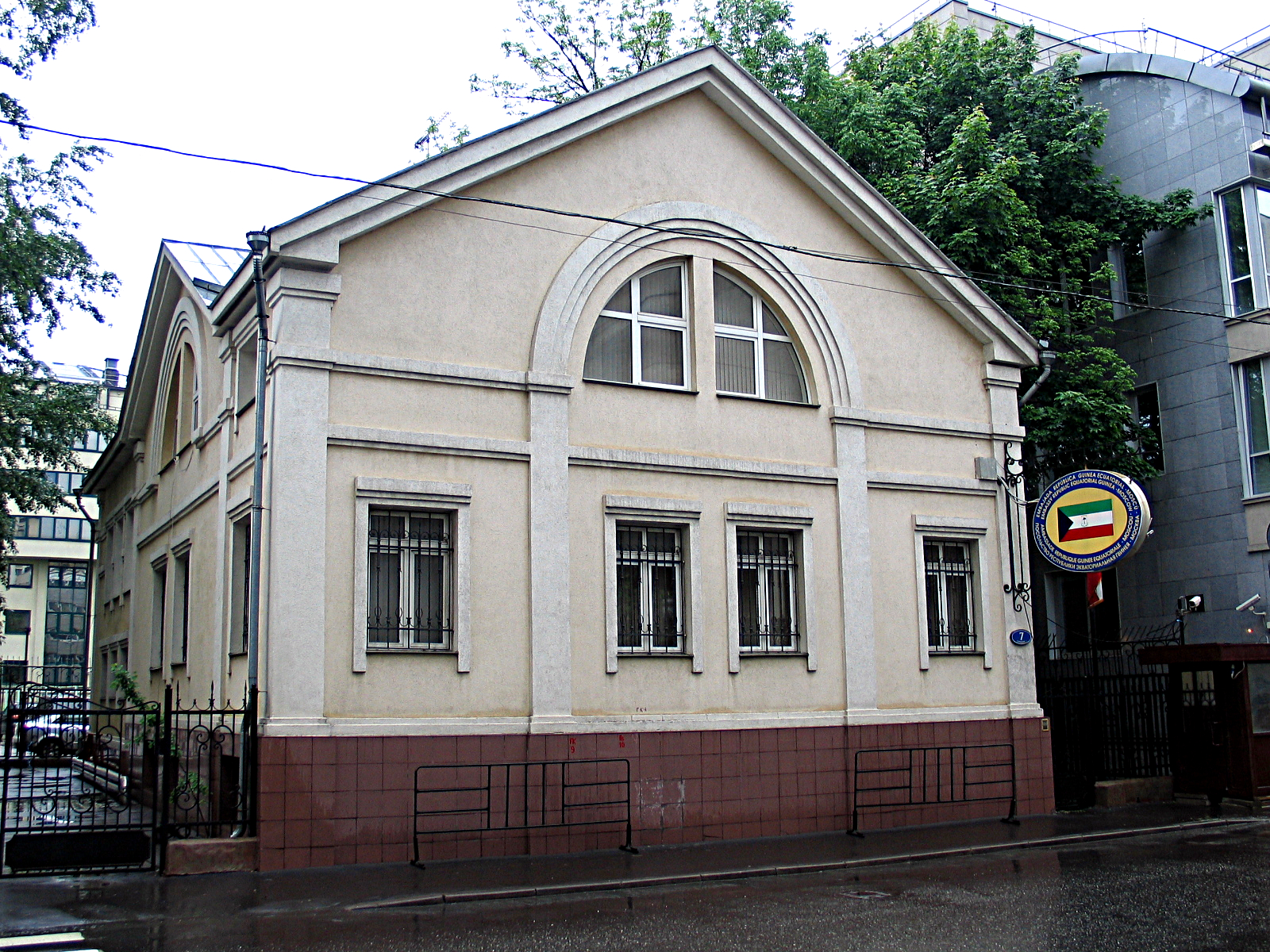
Botschaft Äquatorialguineas in Moskau

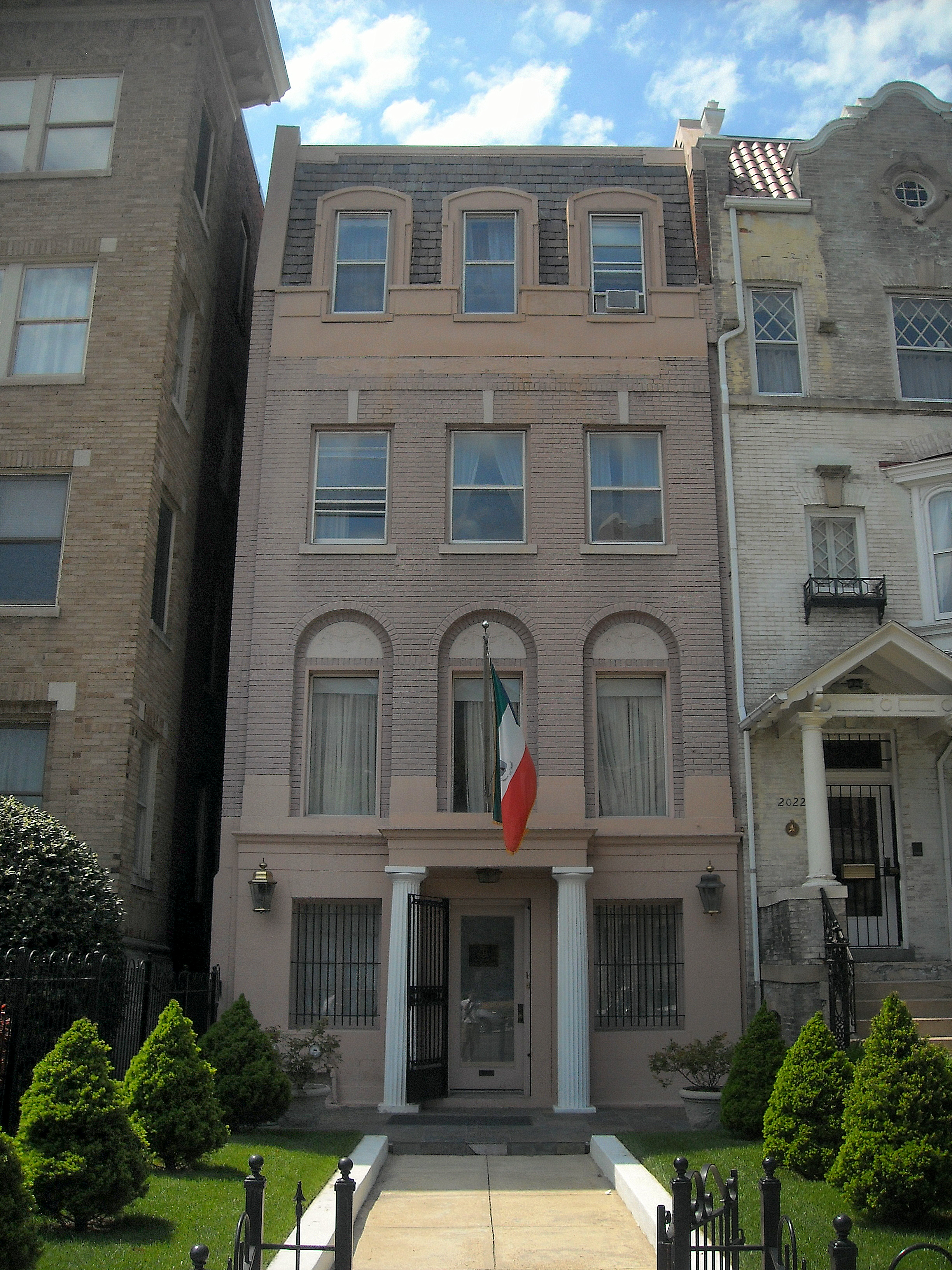
Botschaft Äquatorialguineas in Washington, D.C.

### Afrika
| - Ägypten: Kairo, Botschaft - Angola: Luanda, Botschaft - Äthiopien: Addis Abeba, Botschaft - Kamerun: Jaunde, Botschaft - Kamerun: Ebolowa, Generalkonsulat - Kamerun: Douala, Konsulat - Kongo: Brazzaville, Botschaft - Gabun: Libreville, Botschaft | - Ghana: Accra, Botschaft - Marokko: Rabat, Botschaft - Nigeria: Abuja, Botschaft - Nigeria: Lagos, Konsulat - Nigeria: Calabar, Konsulat - São Tomé und Príncipe: São Tomé, Botschaft - Südafrika: Pretoria, Botschaft - Tschad: N’Djamena, Botschaft |

### Amerika
| - Brasilien: Brasília, Botschaft - Kuba: Havanna, Botschaft - Vereinigte Staaten: Washington, D.C., Botschaft | - Vereinigte Staaten: Houston, Generalkonsulat - Venezuela: Caracas, Botschaft |

### Asien
- Volksrepublik China: Peking, Botschaft

### Europa
| - Belgien: Brüssel, Botschaft - Deutschland: Berlin, Botschaft - Frankreich: Paris, Botschaft - Italien: Rom, Botschaft - Portugal: Lissabon, Botschaft | - Russland: Moskau, Botschaft - Spanien: Madrid, Botschaft - Spanien: Las Palmas de Gran Canaria, Konsulat - Vereinigtes Königreich: London, Botschaft |

## Vertretungen bei internationalen Organisationen
- Vereinte Nationen: New York, Ständige Delegation
- Vereinte Nationen: Genf, Ständige Mission
- AU: Addis Ababa, Ständige Mission
- Europäische Union: Brüssel, Mission
- UNESCO: Paris, Ständige Mission
- CPLP: Lissabon, Vertretung